# Fionnuala Britton
Fionnuala Britton (Irlanda, 24 de septiembre de 1984) es una atleta irlandesa especializada en la prueba de 3000 m. En 2015 contrajo matrimonio y comenzó a competir como Fionnuala McCormack. Fue la medallista de oro en los Campeonatos Europeos de Cross Country 2011 y 2012. Representó a Irlanda en la carrera de obstáculos en los Juegos Olímpicos de Pekín en 2008, los Juegos Olímpicos de Londres 2012 y en los Juegos Olímpicos de Río de Janeiro 2016. También los Campeonatos del Mundo de Atletismo en 2007 y los Campeonatos del Mundo de Atletismo en 2011, logrando dos veces en el Campeonato de Europa de Atletismo. En diciembre de 2012, Britton se convirtió en la primera mujer en defender con éxito el Campeonato Europeo de Cross Country. En 2013 consiguió ser medallista de bronce europea en pista cubierta.

## Carrera deportiva
En el Campeonato Europeo de Atletismo en Pista Cubierta de 2013 ganó la medalla de bronce en los 3000 metros, con un tiempo d e9:00.54 segundos, tras la portuguesa Sara Moreira y la alemana Corinna Harrer (plata).